# Zeta (rivista)
Zeta, nell'ultimo periodo PCZeta, è stata una rivista italiana mensile dedicata ai videogiochi, pubblicata dal febbraio 1995 al marzo 2001.

## Storia
Zeta venne sempre redatta e quasi sempre edita dallo Studio Vit, che lanciò la rivista subito dopo aver lasciato la redazione di K. Il direttore era Riccardo Albini e il primo capo redattore è stato Andrea Minini Saldini, rimasto in tale ruolo fino a maggio 1997.
Il mensile nasce come rivista indipendente, con il sottotitolo L'ultima parola sul divertimento interattivo, e ospita recensioni di videogiochi per MS-DOS/Windows, Amiga, Macintosh e console a 32 bit come CD-i, 3DO, PlayStation e Sega Saturn, ma passa presto a concentrarsi solo sui computer.
Secondo Albini, i lettori non seguirono fedelmente gli autori tanto quanto lo Studio Vit aveva sperato, e si divisero a metà tra K e Zeta, che avevano circa 25 000 lettori a testa. Questo finì per avvantaggiare la terza concorrente The Games Machine, che presto divenne la testata dominante.
A partire dal numero 20 di novembre 1996, Zeta viene acquistata da Il Mio Castello editore, e subisce profonde modifiche: viene aggiunto per qualche numero il sottotitolo Giochi per computer, si utilizza carta di minore qualità e l'impaginazione da brossurata diventa spillata.
Dopo poche uscite, dal n. 27, Zeta viene riacquistata dallo Studio Vit, che rientra anche nel ruolo di editore, mentre Il Mio Castello realizza nel frattempo Giochi per il mio computer. Viene ripristinato il formato originario della rivista, al sottotitolo storico si sostituisce la scritta "Computer - Videogiochi" che gira intorno al logo, e per la prima volta appare il logo dello Studio Vit sulla costina.
In seguito furono allegati dei CD-ROM di demo, con incremento del prezzo di copertina di quella che fino ad allora era stata una delle testate più economiche del settore; inizialmente era venduta a 6000 lire, un prezzo concorrenziale per metà anni '90, poi, dopo pochi numeri a 7000 lire, dal n. 29 si assestò a 9900 lire, prezzo che mantenne fino alla fine.
Intorno al 1998 la rivista utilizza in licenza anche materiale tradotto, proveniente dalla rivista britannica PC Zone della Dennis Publishing.
Dal numero 47 del marzo 1999 Zeta cambia titolo in PCZeta, diventando definitivamente una rivista per solo PC e abbandonando anche il caratteristico logo quadrato (con "ZE" sopra e "TA" sotto) per uno lineare.
Con PCZeta ritorna anche la pratica di allegare CD-ROM, ma stavolta con un gioco completo, o talvolta anche due, senza aumento del prezzo. La strategia era scegliere giochi tra titoli di secondo piano, ma che avessero comunque avuto un buon riscontro di critica. 
La testata chiuse nel marzo 2001, con il numero 69, perché ormai economicamente in perdita; la redazione passò a occuparsi del sito kwVideogiochi.it, facente parte di Kataweb e già attivo dall'ottobre 2000. Lo Studio Vit inoltre stava concentrando le proprie attività sul Fantacalcio e non realizzò più altre riviste videoludiche. KwVideogiochi.it cessò dichiaratamente gli aggiornamenti nel novembre 2002.

## Contenuti
Nelle intenzioni del direttore Albini, Zeta doveva essere una rivista dal taglio serio e professionale, come già era la precedente K e anche oltre, con più pagine e più attenzione verso la multimedialità, che all'epoca stava suscitando grande interesse. L'aspetto di Zeta è infatti generalmente senza fronzoli, simile a quello tipico di una rivista di informatica.
Infatti la rivista utilizza prevalentemente fondo bianco, a differenza dei fondi colorati e artistici tipici di riviste di settore dell'epoca come The Games Machine, ma sfoggiando comunque varietà nei tipi e colori dei caratteri.
Le rubriche iniziano con Zmail, dedicato alla posta dei lettori, poi segue Mondo Bit con le notizie. Le anteprime, almeno nei primi anni, sono chiamate Prima visione e le numerose recensioni Zeta test. Notevoli sono i vari speciali e approfondimenti. La parte finale, più tecnica, comprende la zona dedicata al multimediale. Solitamente anche le poche recensioni sulle console, sempre più estranee agli scopi della rivista, sono alla fine. Più avanti c'è un dettagliato spazio sulle soluzioni.
Il sistema di votazione nelle recensioni è molto semplice, specie in confronto a K: si usa la scala da 1 a 10 senza frazioni, e in un unico riquadro di commento sono riassunti pregi e difetti. Solo nell'ultimo periodo, a partire dal n. 57 di PCZeta, si passò al voto in centesimi.

## Elenco uscite
|      | Gen | Feb | Mar | Apr | Mag | Giu | Lug | Ago | Set | Ott | Nov | Dic |
| 1995 |     | 1   | 2   | 3   | 4   | 5   | 6   | 6   | 7   | 8   | 9   | 10  |
| 1996 | 11  | 12  | 13  | 14  | 15  | 16  | 17  | 17  | 18  | 19  | 20  | 21  |
| 1997 | 22  | 23  | 24  | 25  | 26  | 27  | 28  | 28  | 29  | 30  | 31  | 32  |
| 1998 | 33  | 34  | 35  | 36  | 37  | 38  | 39  | 40  | 41  | 42  | 43  | 44  |
| 1999 | 45  | 46  | 47* | 48  | 49  | 50  | 51  | 52  | 53  | 54  | 55  | 56  |
| 2000 | 57  | 58  | 59  | 60  | 61  | 62  | 63  | 63  | 64  | 65  | 66  |     |
| 2001 | 67  | 68  | 69  |     |     |     |     |     |     |     |     |     |

* da qui il titolo cambia in PCZeta